# Partido Fascista de San Marino
O Partido Fascista de San Marino (em italiano: Partito Fascista Sammarinese, PFS) foi um partido político fascista que governou San Marino entre 1923 a 1943. Fundado por Giuliano Gozi em 1922, o partido foi feito aos moldes do Partido Fascista Italiano.

## História
O partido foi fundado em 10 de agosto de 1922 e liderado por Giuliano Gozi, conhecido Secretário de Relações Exteriores de San Marino, nomeado após seu serviço como voluntário da Itália na Primeira Guerra Mundial. O PFS foi modelado diretamente no Partido Nacional Fascista do Reino da Itália. O jornal do partido era o Il Popolo Sammarinese, inspirado no Il Popolo d'Italia.
O partido foi dividido entre as facções de Giuliano Gozi e de Ezio Balducci. Porém, a facção de Gozi prevaleceu; em 1933, a facção de Balducci foi acusada de planejar um golpe, sendo detidos e condenados a exílio.
Em 1942, foi promulgada pelo partido a lei racial samarinesa, semelhante à leis raciais vigentes na Itália fascista desde 1938 e na Alemanha nazista desde 1935.
Em 28 de julho de 1943, três dias após a queda do fascismo na Itália, o Conselho Príncipe e Soberano e o PFS foram dissolvidos por um comitê, marcando o fim do regime fascista em San Marino.
De janeiro a setembro de 1944, o partido foi reconstituído como Fascio Republicano de San Marino, sendo definitivamente extinto após o avanço da Linha Gótica pelo 8º Exército britânico em setembro de 1944, ao qual se seguiu o retorno da democracia no país, e, em 1945, a início do expurgo e do julgamento de 49 fascistas de San Marino.